# فهرست فیلم‌های ضد جنگ
فیلم‌های ضدجنگ ممکن است درگیری‌های مسلحانه را به معنای کلی مورد انتقاد قرار دهند تا نشان دهند که جنگ بیهوده و ضرری برای همه طرف‌های درگیر است، در حالی که سایر فیلم‌ها بر اعمالی در یک جنگ خاص تمرکز می‌کنند، مانند استفاده از گازهای سمی یا کشتار نسل‌کشی غیرنظامیان.
همچنین فیلم‌های ضدجنگی وجود دارند که از کمدی و کمدی سیاه برای هجو جنگ‌ها و درگیری‌هایی استفاده می‌کنند که لزوماً در میدان جنگ اتفاق نمی‌افتند. برخی نیز پوچی جنگ و بهم ریختگی روانی انسانهای درگیر جنگ را نمایش میدهند. علاوه بر این، هدف فیلم‌های ضد جنگ غیرداستانی مستندسازی واقعیت‌های جنگ یا رویدادهای تاریخی است.
در زیرفهرستی از فیلم های ضد جنگ آورده شده است.

## فیلم‌های ضد جنگ
| نام فیلم                                                                                            | سال       | منبع(ها)             |
| --------------------------------------------------------------------------------------------------- | --------- | -------------------- |
| ۱۹۱۷                                                                                                | ۲۰۱۹      | [ ۱ ]                |
| در جبهه غرب خبری نیست                                                                               | ۱۹۳۰      | [ ۲ ]                |
| آمریکایی شدن امیلی                                                                                  | ۱۹۶۴      | [ ۳ ]                |
| تک‌تیرانداز آمریکایی                                                                                 | ۲۰۱۴      | [ ۴ ] [ ۵ ]          |
| اینک آخرالزمان                                                                                      | ۱۹۷۹      | [ ۶ ] [ ۷ ]          |
| نبرد الجزیره                                                                                        | ۱۹۶۶      | [ ۶ ]                |
| فراتر از خیانت (Beyond Treason)                                                                     | ۲۰۰۲      | [ ۸ ]                |
| Breaker Morant                                                                                      | ۱۹۸۰      | [ ۹ ]                |
| کشتی                                                                                                | ۱۹۸۱      | [ ۱۰ ]               |
| متولد چهارم جولای                                                                                   | ۱۹۸۹      | [ ۱۱ ]               |
| پسری با موهای سبز (The Boy with Green Hair)                                                         | ۱۹۴۸      | [ ۱۲ ] [ ۱۳ ]        |
| شکستن سکوت: حقیقت و دروغ در جنگ با ترور (Breaking The Silence: Truth and Lies in The War On Terror) | ۲۰۰۳      | [ ۸ ]                |
| پل رودخانه کوای                                                                                     | ۱۹۵۷      | [ ۱۴ ] [ ۱۵ ]        |
| پلی در دوردست                                                                                       | ۱۹۷۴      | [ ۱۶ ]               |
| پل                                                                                                  | ۱۹۵۹      | [ ۱۷ ]               |
| تفنگداران                                                                                           | ۱۹۶۳      | [ ۱۸ ]               |
| ضایعات جنگ                                                                                          | ۱۹۸۹      | [ ۱۹ ]               |
| تبصره ۲۲                                                                                            | ۱۹۷۰      | [ ۲۰ ]               |
| تمدن                                                                                                | ۱۹۱۶      | [ ۲۱ ]               |
| بیا و بنگر                                                                                          | ۱۹۸۵      | [ ۲۲ ]               |
| بازگشت به وطن                                                                                       | ۱۹۷۸      | [ ۲۳ ]               |
| صلیب‌های چوبی (Les Croix de bois)                                                                    | ۱۹۳۲      | [ ۲ ]                |
| صلیب آهنین                                                                                          | ۱۹۷۷      |                      |
| روزی که دنیا از حرکت ایستاد                                                                         | ۱۹۵۱      | [ ۲۴ ] [ ۲۵ ]        |
| شکارچی گوزن                                                                                         | ۱۹۷۸      | [ ۶ ]                |
| گریه نکن فقط تندر است (Don't Cry, It's Only Thunder)                                                | ۱۹۸۲      | [ ۲۶ ] [ ۲۷ ]        |
| دکتر استرنجلاو                                                                                      | ۱۹۶۴      | [ ۲۸ ]               |
| امپراتوری خورشید                                                                                    | ۱۹۸۷      | [ ۲۹ ]               |
| The Enemy Below                                                                                     | ۱۹۵۷      | [ ۳۰ ]               |
| دشمنان صمیمی (L'Ennemi Intime)                                                                      | ۲۰۰۷      | [ ۳۱ ]               |
| Escalation                                                                                          | ۱۹۶۸      | [ ۳۲ ]               |
| فارنهایت ۹/۱۱                                                                                       | ۲۰۰۴      | [ ۳۳ ]               |
| Fail Safe                                                                                           | ۲۰۰۰      | [ ۳۴ ]               |
| وضعیت رفع خطر                                                                                       | ۱۹۶۴      | [ ۳۵ ]               |
| هراس و هوس                                                                                          | ۱۹۵۳      | [ ۳۶ ]               |
| میدان افتخار (Field of Honor)                                                                       | ۱۹۸۶      | [ ۳۷ ]               |
| آتش در دشت                                                                                          | ۱۹۵۹      | [ ۳۸ ]               |
| پرچم‌های پدران ما                                                                                    | ۲۰۰۶      | [ ۳۹ ]               |
| نبرد فراموش‌شده                                                                                      | ۲۰۲۰      |                      |
| فارست گامپ                                                                                          | ۱۹۹۴      | [ ۴۰ ]               |
| دژ آپاچی                                                                                            | ۱۹۴۸      | [ ۴۱ ]               |
| سنگر قبرستان (Fort Graveyard)                                                                       | ۱۹۶۵      | [ ۴۲ ]               |
| چهار سوار سرنوشت                                                                                    | ۱۹۲۱      | [ ۴۳ ]               |
| دولت آزاد جونز                                                                                      | ۲۰۱۶      | [ ۴۴ ]               |
| اف.تی. اِی (.F.T.A)                                                                                  | ۱۹۷۲      | [ ۴۵ ]               |
| آتش خودی (Friendly Fire)                                                                            | ۱۹۷۹      | [ ۴۶ ]               |
| جنگ یخ زده (The Frozen War)                                                                         | ۱۹۷۳      | [ ۲ ]                |
| غلاف تمام‌فلزی                                                                                       | ۱۹۸۷      | [ ۶ ]                |
| گالیپولی                                                                                            | ۱۹۸۱      | [ ۴۷ ]               |
| باغ‌های سنگی (Gardens of Stone)                                                                      | ۱۹۸۷      | [ ۴۸ ]               |
| برو به اسپارتی‌ها بگو (Go Tell the Spartans)                                                         | ۱۹۷۷      | [ ۴۹ ]               |
| خدانگهدار بیلی (Goodbye Billy)                                                                      | ۱۹۷۱      | [ ۲ ]                |
| گریس رفته                                                                                           | ۲۰۰۷      | [ ۵۰ ]               |
| جنگ بزرگ                                                                                            | ۱۹۵۹      | [ ۵۱ ]               |
| توهم بزرگ                                                                                           | ۱۹۳۷      | [ ۵۱ ] [ ۵۲ ]        |
| مدفن کرم‌های شب‌تاب                                                                                   | ۱۹۸۸      | [ ۵۳ ]               |
| دیکتاتور بزرگ                                                                                       | ۱۹۴۰      | [ ۵۴ ]               |
| طبیعت دوباره شکوفه خواهد داد (Greenery Will Bloom Again)                                            | ۲۰۱۴      | [ ۵۵ ]               |
| تبریکات                                                                                             | ۱۹۶۸      | [ ۵۶ ]               |
| حقیقت زمین (The Ground Truth)                                                                       | ۲۰۰۶      | [ ۵۷ ]               |
| ستیغ هک‌سا                                                                                           | ۲۰۱۶      | [ ۵۸ ]               |
| مو                                                                                                  | ۱۹۷۹      | [ ۵۹ ]               |
| تپه همبرگر (Hamburger Hill)                                                                         | ۱۹۸۷      | [ ۲۳ ]               |
| قلب‌ها و ذهن‌ها                                                                                       | ۱۹۷۴      | [ ۸ ]                |
| هد وین (Hedd Wyn)                                                                                   | ۱۹۹۲      | [ ۶۰ ]               |
| جهنم برای قهرمانان است                                                                              | ۱۹۶۲      | [ ۶۱ ]               |
| جهنم بر روی زمین (Hell on Earth)                                                                    | ۱۹۲۸      | [ ۲ ]                |
| یک زندگی پنهان                                                                                      | ۲۰۱۹      | [ ۶۲ ]               |
| هیروشیما عشق من                                                                                     | ۱۹۵۹      | [ ۲۸ ]               |
| فاجعه هواپیماربایی (Hijacking Catastrophe)                                                          | ۲۰۰۴      | [ ۸ ]                |
| هتل رواندا                                                                                          | ۲۰۰۴      | [ ۲۸ ]               |
| چگونه جنگ را بردم                                                                                   | ۱۹۶۷      | [ ۶۳ ]               |
| گلوله انسانی                                                                                        | ۱۹۶۸      | [ ۶۴ ]               |
| وضع بشر                                                                                             | ۱۹۵۹–۱۹۶۱ | [ ۶۵ ]               |
| متبارک با آتش                                                                                       | ۱۹۸۹      | [ ۶۶ ]               |
| در دره الاه                                                                                         | ۲۰۰۷      | [ ۶ ] [ ۶۷ ]         |
| اتهام                                                                                               | ۱۹۱۹      | [ ۲۸ ]               |
| نردبان یعقوب                                                                                        | ۱۹۹۰      | [ ۶۸ ]               |
| جانی تفنگش را برداشت                                                                                | ۱۹۷۱      | [ ۲ ]                |
| جوجو خرگوشه                                                                                         | ۲۰۱۹      | [ ۶۹ ] [ ۷۰ ]        |
| پایان سفر (Journey's End)                                                                           | ۱۹۳۰      | [ ۲ ]                |
| کریسمس مبارک                                                                                        | ۲۰۰۵      | [ ۷۱ ]               |
| Kameradschaft                                                                                       | ۱۹۳۱      | [ ۲ ]                |
| کانال                                                                                               | ۱۹۵۶      | [ ۷۲ ]               |
| قهرمانان کلی                                                                                        | ۱۹۷۰      | [ ۷۳ ] [ ۷۴ ] [ ۷۵ ] |
| پادشاه و کشور (King and Country)                                                                    | ۱۹۶۴      | [ ۵۱ ]               |
| پادشاه قلب‌ها (King of Hearts)                                                                       | ۱۹۶۶      | [ ۷۶ ]               |
| نامه‌هایی از ایوو جیما                                                                               | ۲۰۰۶      | [ ۷۷ ]               |
| شیرها برای بره‌ها                                                                                    | ۲۰۰۷      | [ ۷۸ ]               |
| بزرگ‌مرد کوچک                                                                                        | ۱۹۷۰      | [ ۷۹ ]               |
| ارباب جنگ                                                                                           | ۲۰۰۵      | [ ۸۰ ]               |
| عشق و افتخار (Love and Honor)                                                                       | ۲۰۱۳      | [ ۸۱ ]               |
| سرگرد داندی                                                                                         | ۱۹۶۵      | [ ۸۲ ]               |
| تولید رضایت: نوآم چامسکی و رسانه‌ها                                                                  | ۱۹۹۲      | [ ۸ ]                |
| Many Wars Ago                                                                                       | ۱۹۷۰      | [ ۸۳ ]               |
| مش                                                                                                  | ۱۹۷۰      | [ ۲۸ ]               |
| جنگ یک جهنم است (Maudite soit la guerre)                                                            | ۱۹۱۴      | [ ۸۴ ] [ ۸۵ ]        |
| خاطره عدالت (The Memory of Justice)                                                                 | ۱۹۷۸      | [ ۸۶ ]               |
| مردان در جنگ (Men in War)                                                                           | ۱۹۵۷      | [ ۸۷ ]               |
| مکی موس در ویتنام (Mickey Mouse in Vietnam)                                                         | ۱۹۶۹      | [ ۸۸ ]               |
| نائوشیکا از دره باد                                                                                 | ۱۹۸۴      | [ ۵۳ ]               |
| همسایه‌ها                                                                                            | ۱۹۵۲      | [ ۸۹ ]               |
| سرزمین هیچ‌کس                                                                                        | ۲۰۰۱      | [ ۲۸ ] [ ۹۰ ]        |
| Occupation 101: Voices of the Silenced Majority                                                     | ۲۰۰۶      | [ ۸ ]                |
| Off Limits                                                                                          | ۱۹۸۸      | [ ۹۱ ]               |
| اوه! چه جنگ دلپذیری                                                                                 | ۱۹۶۹      | [ ۲۸ ]               |
| فاکتور روغن (The Oil Factor)                                                                        | ۲۰۰۴      | [ ۸ ]                |
| او.کی.                                                                                              | ۱۹۷۰      | [ ۹۲ ] [ ۹۳ ]        |
| در ساحل                                                                                             | ۱۹۵۹      | [ ۹۴ ]               |
| جوسی ولز یاغی                                                                                       | ۱۹۷۶      | [ ۹۵ ]               |
| فلسطین هنوز یک مسئله است (Palestine Is Still the Issue)                                             | ۲۰۰۲      | [ ۸ ]                |
| فریب پاناما                                                                                         | ۱۹۹۲      | [ ۸ ]                |
| راه‌های افتخار                                                                                       | ۱۹۵۷      | [ ۶ ] [ ۹۶ ]         |
| گشت (The Patrol)                                                                                    | ۲۰۱۴      | [ ۶ ]                |
| پرداخت هزینه: کشتن کودکان عراق (Paying the Price: Killing the Children of Iraq)                     | ۲۰۰۰      | [ ۸ ]                |
| صلح بر روی زمین (Peace on Earth)                                                                    | ۱۹۳۹      | [ ۹۷ ] [ ۹۸ ]        |
| صلح، تبلیغات و سرزمین موعود (Peace, Propaganda & the Promised Land)                                 | ۲۰۰۴      | [ ۸ ]                |
| Plan Colombia: Cashing-In On The Drug War Failure                                                   | ۲۰۰۲      | [ ۸ ]                |
| جوخه                                                                                                | ۱۹۸۶      | [ ۶ ] [ ۲۸ ]         |
| دهکده زیبا، شعله آتش زیبا (Pretty Village Pretty Flame)                                             | ۱۹۹۶      | [ ۹۹ ] [ ۱۰۰ ]       |
| غرور تفنگداران دریایی (Pride of the Marines)                                                        | ۱۹۴۵      | [ ۱۰۱ ]              |
| غروب بنفش                                                                                           | ۲۰۰۱      | [ ۱۰۲ ]              |
| بارون قرمز                                                                                          | ۲۰۰۸      | [ ۱۰۳ ]              |
| اصلاح شده                                                                                           | ۲۰۰۷      | [ ۱۹ ]               |
| استرداد                                                                                             | ۲۰۰۷      | [ ۱۰۴ ]              |
| راه بازگشت (The Road Back)                                                                          | ۱۹۳۷      | [ ۲ ]                |
| جاده ای به شهرت (The Road to Glory)                                                                 | ۱۹۳۶      | [ ۲ ]                |
| جاده ای به گوانتانامو (The Road to Guantanamo)                                                      | ۲۰۰۶      | [ ۱۰۵ ]              |
| رومرو (Romero)                                                                                      | ۱۹۸۹      | [ ۸ ]                |
| رزا لوکزامبورگ                                                                                      | ۱۹۸۶      | [ ۱۰۶ ]              |
| سالوادور                                                                                            | ۱۹۸۶      | [ ۱۰۷ ]              |
| دانه‌های شن                                                                                          | ۱۹۶۶      | [ ۱۰۸ ]              |
| نجات‌دهنده                                                                                           | ۱۹۹۸      | [ ۱۰۹ ]              |
| The Secret Government: The Constitution in Crisis                                                   | ۱۹۸۷      | [ ۸ ]                |
| شرم                                                                                                 | ۱۹۶۸      | [ ۲۸ ]               |
| Shenandoah                                                                                          | ۱۹۶۵      | [ ۸۲ ]               |
| آقا! نه آقا! (!Sir! No Sir)                                                                         | ۲۰۰۶      | [ ۱۱۰ ]              |
| سلاخ‌خانه شماره پنج                                                                                  | ۱۹۷۲      | [ ۱۱۱ ]              |
| سرباز آبی                                                                                           | ۱۹۷۰      | [ ۷۹ ]               |
| سوفی شول، روزهای آخر                                                                                | ۲۰۰۵      | [ ۱۱۲ ]              |
| مصیبت و همدردی                                                                                      | ۱۹۶۹      | [ ۱۱۳ ]              |
| استالینگراد                                                                                         | ۱۹۹۳      | [ ۱۱۴ ]              |
| حد ضرر                                                                                              | ۲۰۰۸      | [ ۱۱۵ ] [ ۱۱۶ ]      |
| تگوکی                                                                                               | ۲۰۰۴      | [ ۱۱۷ ]              |
| تانگو چارلی                                                                                         | ۲۰۰۵      | [ ۱۱۸ ]              |
| تاکسی به‌سوی تاریکی                                                                                  | ۲۰۰۷      | [ ۱۱۹ ] [ ۱۲۰ ]      |
| Un taxi pour Tobrouk                                                                                | ۱۹۶۰      | [ ۱۲۱ ]              |
| به انگلستان بگویید (Tell England)                                                                   | ۱۹۳۱      | [ ۲ ]                |
| به من دروغ‌هایی بگو (Tell Me Lies)                                                                   | ۱۹۶۸      | [ ۱۲۲ ]              |
| عهد                                                                                                 | ۱۹۸۳      | [ ۱۲۳ ]              |
| خط باریک سرخ                                                                                        | ۱۹۹۸      | [ ۱۲۴ ] [ ۱۲۵ ]      |
| Things to Come                                                                                      | ۱۹۳۶      | [ ۲ ]                |
| Threads                                                                                             | ۱۹۸۴      | [ ۱۲۶ ]              |
| سه رفیق                                                                                             | ۱۹۳۸      | [ ۲ ]                |
| سه پادشاه                                                                                           | ۱۹۹۹      | [ ۱۲۷ ] [ ۱۲۸ ]      |
| سرزمین ببر                                                                                          | ۲۰۰۰      | [ ۱۲۹ ] [ ۱۳۰ ]      |
| برای قهرمانان خیلی دیر است                                                                          | ۱۹۷۰      | [ ۱۳۱ ]              |
| تریاژ                                                                                               | ۲۰۰۹      | [ ۱۳۲ ]              |
| لاک‌پشت‌ها هم پرواز می‌کنند                                                                            | ۲۰۰۴      | [ ۱۳۳ ]              |
| زیر پرچم طلوع خورشید (Under the Flag of the Rising Sun)                                             | ۱۹۷۲      | [ ۱۳۴ ] [ ۱۳۵ ]      |
| سرباز گمنام(The Unknown Soldier)                                                                    | ۲۰۱۷      | [ ۱۳۶ ]              |
| بدون سرنشین: جنگهای هواپیماهای بدون سرنشین آمریکا (Unmanned: America's Drone Wars)                  | ۲۰۱۳      | [ ۸ ]                |
| وردون: چشم‌انداز تاریخ (Verdun, visions d'histoire)                                                  | ۱۹۲۹      | [ ۲ ]                |
| معاون                                                                                               | ۲۰۱۸      |                      |
| مهمانان                                                                                             | ۱۹۷۲      | [ ۱۳۷ ]              |
| والس با بشیر                                                                                        | ۲۰۰۸      | [ ۱۳۸ ]              |
| جنگ                                                                                                 | ۱۹۹۴      | [ ۱۳۹ ]              |
| جنگ در خانه (The War at Home)                                                                       | ۱۹۹۶      | [ ۱۴۰ ]              |
| جنگ، شرکت                                                                                           | ۲۰۰۸      | [ ۱۴۱ ]              |
| جنگ علیه دموکراسی (The War on Democracy)                                                            | ۲۰۰۷      | [ ۸ ]                |
| War Made Easy: How Presidents & Pundits Keep Spinning Us to Death                                   | ۲۰۰۷      | [ ۸ ]                |
| آب‌شناس                                                                                              | ۲۰۱۴      | [ ۱۴۲ ]              |
| We Are Many                                                                                         | ۲۰۱۴      | [ ۱۴۳ ]              |
| Welcome to Dongmakgol                                                                               | ۲۰۰۵      | [ ۱۴۴ ]              |
| جبهه غرب ۱۹۱۸                                                                                       | ۱۹۳۰      | [ ۲ ]                |
| وقتی باد می‌وزد (When the Wind Blows)                                                                | ۱۹۸۶      | [ ۱۴۵ ]              |
| وقتی شیپورها محو می‌شوند (When Trumpets Fade)                                                        | ۱۹۹۸      | [ ۱۴۶ ]              |
| چرا ما می‌جنگیم (Why We Fight)                                                                       | ۲۰۰۵      | [ ۱۴۷ ]              |
| سرباز زمستان (Winter Soldier)                                                                       | ۱۹۷۲      | [ ۱۴۸ ]              |